# ディクテーター 身元不明でニューヨーク
『ディクテーター 身元不明でニューヨーク』（ディクテーター みもとふめいでニューヨーク、原題: The Dictator）は、サシャ・バロン・コーエン主演の2012年に公開されたアメリカ合衆国のコメディ映画。

## ストーリー
北アフリカのワディヤ共和国を統治するアラジーン将軍は、少しでも逆らう者は気紛れに処刑してしまい、毎夜ハリウッド女優とベッドを共にし、核開発にも手を出すという典型的な独裁者である。
ある日、核開発について弁明するべく国連総会が開催されるニューヨークへ赴いたアラジーンは、何者かによって拉致され、トレードマークの髭を剃り落とされてしまう。身分を証明できない浮浪者同然の立場に追いやられたアラジーンはホテルに戻ろうとするが、そこには偽物のアラジーン（エファード）を連れて国連総会に向かう叔父タミールがいた。タミールが自分を陥れたことを理解したアラジーンだったが警備員に追い出されてしまい、途方に暮れていたところを博愛主義者ゾーイに助けられる。一方、国連総会に出席したエファードはタミールに言われるままワディヤ共和国の民主化を宣言する。タミールは、アラジーンが独り占めしていた石油を欧米諸国に売り渡して大儲けしようと企んでた。
アラジーンは、ゾーイが経営する自然食品スーパーで働くことを勧められるが、「他人の下で働きたくない」と出て行ってしまう。そのままニューヨークを彷徨っていると、アラジーンは「死ねアラジーン」というレストランに立ち寄り、自分が気紛れで処刑した人間が大勢いることに驚く。人々はアラジーンの正体に気付き殺そうとするが、一人の男に助けられる。男は元ワディヤ共和国核兵器開発主任のナダル博士で、「核ミサイルの先端を丸くするか尖らせるか」でアラジーンと揉めて処刑された男だった。ナダルは「反アラジーン派の協力で国外に脱出した」と語り、「兵器開発主任に戻してくれるなら」という条件でアラジーンが独裁者に戻るために協力することになった。
アラジーンとナダルは敵情視察のため観光ヘリコプターに乗り込む。しかし、ヘリの中で2人は「ワディヤ宮殿で匿っているビンラディンの迷惑話」と「最近購入したポルシェ・911で事故を起こした話」をアラビア語で話し始めたため、「9・11テロに関わったテロリスト」と勘違いされ逮捕されてしまう。2人はすぐに釈放されるが、アラジーンを迎えに来たゾーイが警官に「人種差別だ」と食って掛かる姿を見て、彼女に好意を抱くようになる。ナダルは、ゾーイが経営するスーパーがホテルに食品を納品していることを知り、アラジーンに彼女のスーパーで働きホテルに潜入するように勧める。スーパーで働き始めたアラジーンは傍若無人な接客で騒動を引き起こすが、何とかホテルに潜入することに成功する。
アラジーンは、ナダルが用意した付け髭で元の姿に戻り、エファードとすり替り民主化宣言調印式に出席する。そこでアラジーンは調印文書を破り捨て、タミールと欧米諸国の密約を暴露する。逮捕されるタミールを尻目に、アラジーンは独裁を賛美し民主主義を罵倒するスピーチを行うが、現場に居合わせたゾーイが涙を浮かべる姿を見て「それでも民主主義は素晴らしい」とワディヤ共和国の民主化を宣言する。その瞬間、タミールがアラジーンを銃撃するが、エファードが身代わりとなり助かった。倒れたエファードに駆け寄るアラジーンとゾーイの前で「頭が空っぽだから」と平気な顔を見せ、安堵したアラジーンは改めてワディヤ共和国の民主化とゾーイとの結婚を宣言した。
1年後、肩書きが「将軍」から「首相兼大統領」に変わったアラジーンとゾーイの結婚式がワディヤ宮殿で執り行われた。喜ぶアラジーンだったが、ゾーイがガラスのコップを割る姿をみて、彼女が大嫌いなユダヤ人だと知る。引っ込みが付かなくなったアラジーンはそのままゾーイと結婚し、相変わらずの独裁政治を続ける。

## キャスト
※括弧内は日本語吹き替え
- アラジーン将軍 / エファード - サシャ・バロン・コーエン（落合弘治）
- ゾーイ - アンナ・ファリス（東條加那子）
- タミール - ベン・キングズレー（麦人）
- ナダル - ジェイソン・マンツォーカス（梅津秀行）
- ラオ - ボビー・リー（後藤哲夫）
- アンカーマン - クリス・パーネル（稲葉実）
- デニース - ジェシカ・セント・クレア（斉藤貴美子）
- ウェイター - フレッド・アーミセン（多田野曜平）
- ドクター - アーシフ・マンドヴィ（こねり翔）
- 本人役 - ミーガン・フォックス（志田有彩）
- クレイトン - ジョン・C・ライリー（ノンクレジット）（辻親八）
- 本人役 - エドワード・ノートン（ノンクレジット）

## 製作

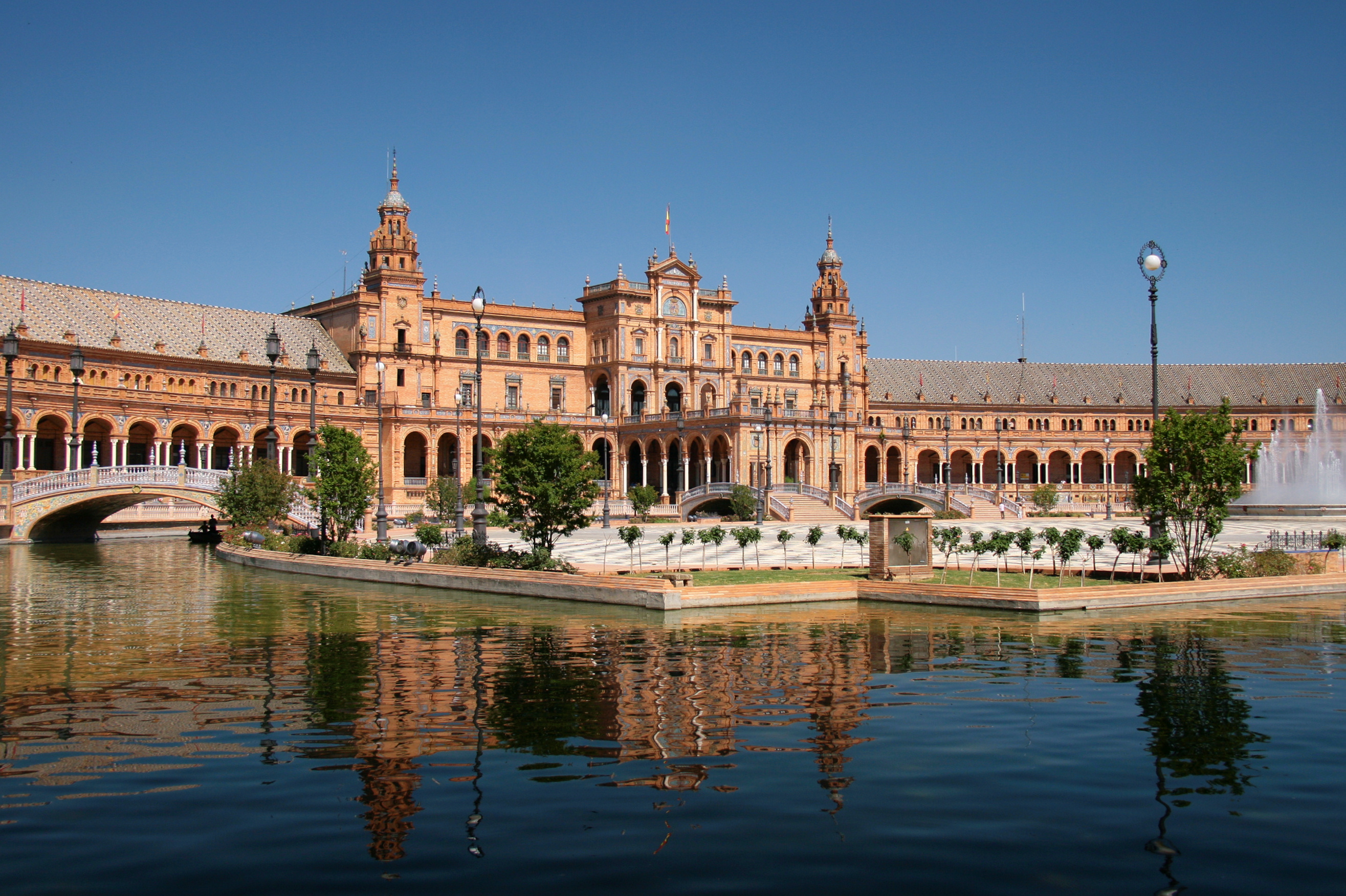
ワディヤ宮殿の撮影が行われたスペイン広場

当初、イラクの独裁者であるサッダーム・フセインの小説『Zabibah and the King』に触発されていると言われたが、後に『ニューヨーク・タイムズ』によってこれは誤りであると報じられた。アンナ・ファリスが演じる役は当初、クリステン・ウィグとジリアン・ジェイコブスが考慮されていた。バロン・コーエンは、本作での演技はリビアの独裁者のムアンマル・カダフィに基づいていると述べている。
当初ロケ地にはモロッコが考慮されていた。ロケーション撮影は、2011年6月から8月にかけてセビリアのスペイン広場、フエルテベントゥラ島、ニューヨーク市で行われた。

## 音楽
映画音楽はエラン・バロン・コーエンが作曲し、2012年5月8日にサウンドトラック盤が発売された。
| #         | タイトル                                         | 作詞      | 作曲・編曲 | Performed by                             | 時間 |
| --------- | ------------------------------------------------ | --------- | ---------- | ---------------------------------------- | ---- |
| 1.        | 「The Next Episode」                             |           |            | Aiwa, Mr Tibbz & Admiral General Aladeen | 2:43 |
| 2.        | 「Ila Nzour Nebra」                              |           |            | Jalal Hamdaoui & Driver                  | 3:22 |
| 3.        | 「Habibi」                                       |           |            | Ali Hassan Kuban                         | 4:21 |
| 4.        | 「Everybody Hurts」                              |           |            | Mc Rai                                   | 5:28 |
| 5.        | 「Wahrane Wahrane」                              |           |            | Khaled                                   | 4:43 |
| 6.        | 「9 to 5」                                       |           |            | Michelle J. Nasser                       | 2:41 |
| 7.        | 「Goulou L'Mama」                                |           |            | Jalal Hamdaoui & Cheb Rayan              | 4:01 |
| 8.        | 「The Song of Admiral General Sargeant Aladeen」 |           |            | Erran Baron Cohen feat. Omar Fadel       | 2:56 |
| 9.        | 「Let's Get It On」                              |           |            | Mohamed Amer                             | 1:57 |
| 10.       | 「Raoui」                                        |           |            | Souad Massi                              | 3:47 |
| 11.       | 「Money's On the Dresser」                       |           |            | Erran Baron Cohen feat. Jules Brookes    | 2:45 |
| 12.       | 「Our Beloved Leader」                           |           |            | The Aladeenies                           | 2:01 |
| 合計時間: | 合計時間:                                        | 合計時間: | 40:45      |                                          |      |

## マーケティングとパブリシティ

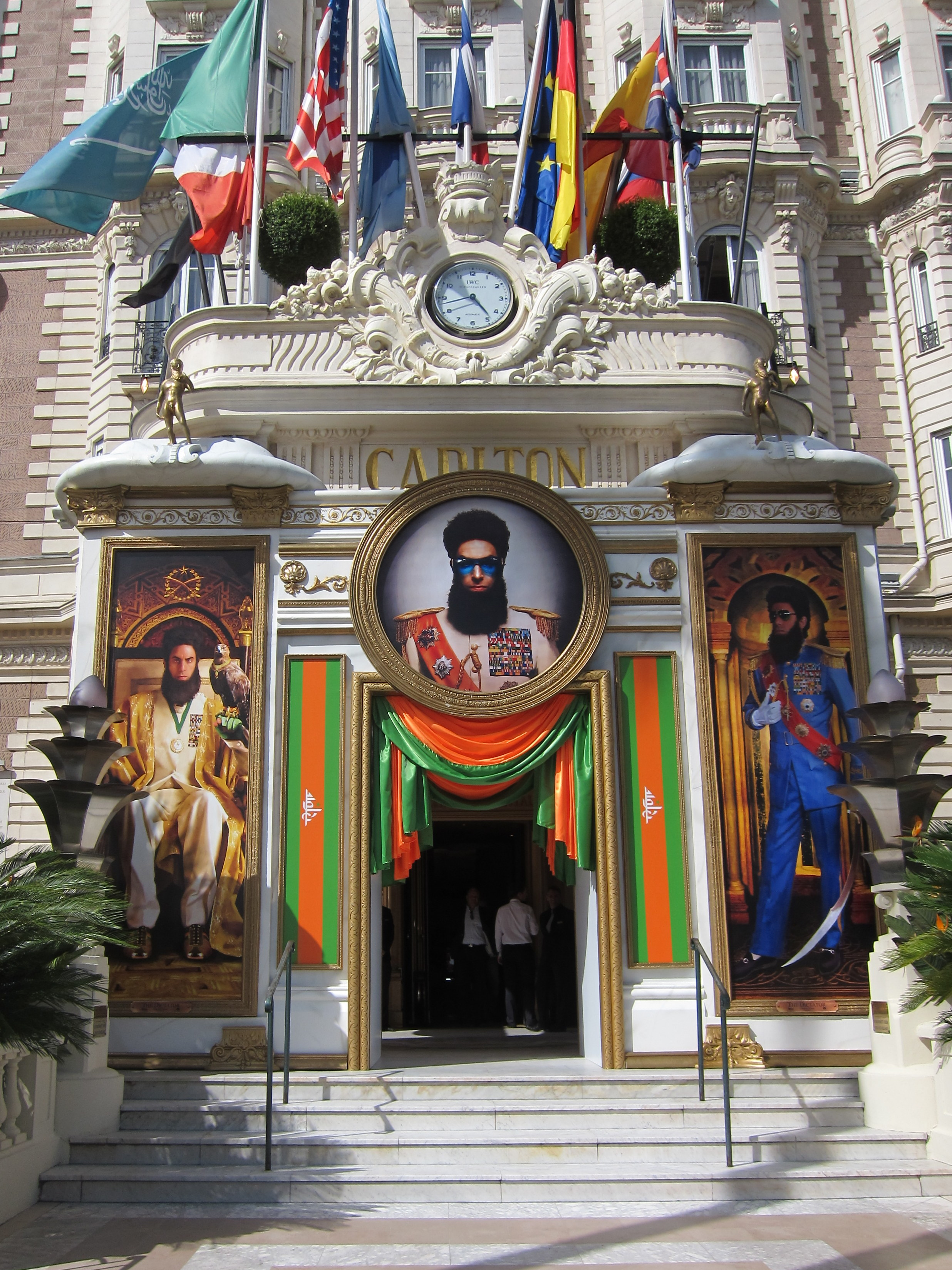
2012年5月17日、第65回カンヌ国際映画祭にて

第46回スーパーボウルのコマーシャル用に予告編が作られた。予告編第1弾の冒頭には、バラク・オバマ、ヒラリー・クリントン、デーヴィッド・キャメロンらがカダフィ大佐を非難するスピーチをしているアーカイヴ映像が使われている。
2012年2月、バロン・コーエンが独裁者アラジーンの姿で第84回アカデミー賞の授賞式に出席しようとしたため、映画芸術科学アカデミー側が彼を出席禁止にしたという噂がインターネット上で流れたが、アカデミー側はこれを否定し、「（そのような格好で来場するのは）ふさわしくないと思う。しかし彼のチケットは無効ではない」という声明を出した。バロン・コーエンは最終的に独裁者の制服を着て、カダフィのアマゾニアン・ガードに扮した女性ボディガードを連れてレッドカーペットに現れ、北朝鮮の独裁者である金正日の「遺灰」を E!の司会のライアン・シークレストにかけた。後に「遺灰」はパンケーキの混合物であると報じられた。
2012年5月5日、バロン・コーエンはアラジーンに扮して『サタデー・ナイト・ライブ』の"Weekend Update"に出演し、映画を高評価した評論家のA・O・スコットとロジャー・イーバートを拷問し、さらに映画監督のマーティン・スコセッシを人質に取った。またバロン・コーエンは、2012年フランス大統領選挙でフランソワ・オランドの勝利を祝ってビデオを公開した。さらに2012年5月7日、『ザ・デイリー・ショー』にも出演した。

## 公開
タジキスタン、トルクメニスタン、ベラルーシでは公開禁止となった。

### 批評家の反応
Rotten Tomatoesでは179件のレビューで支持率は61%となっている。ロジャー・イーバートは4つ星満点中3つ星を与え、「『ディクテーター』はわいせつで、不快で、スカトロジーで、低俗で、粗いことに加えて面白い。私はこれまでサシャ・バロン・コーエンを無数のトーク番組で見ており、映画でデジャヴを感じるのを恐れていた。しかしそれは違った。彼が現在活動している最高のコミック・フィルムメーカーであるという説を確立する。そして独裁についてのスピーチにおいて、彼は情け容赦ない政治的風刺を行う」と述べた。